# Волосовка (Житомирская область)
Волосовка (укр. Волосівка) — село на Украине, находится в Чудновском районе Житомирской области.
Код КОАТУУ — 1825883602. Население по переписи 2001 года составляет 636 человек. Почтовый индекс — 13233. Телефонный код — 4139. Занимает площадь 3,444 км².
На южной окраине села река Тетеревка впадает в Тетерев.

## Адрес местного совета
13232, Житомирская область, Чудновский р-н, с. Колки, Школьная, 29